# Chaetopteryx trinacriae
Chaetopteryx trinacriae är en nattsländeart som beskrevs av Botosaneanu, Cianficconi och Moretti 1986. Chaetopteryx trinacriae ingår i släktet Chaetopteryx och familjen husmasknattsländor. Inga underarter finns listade i Catalogue of Life.